# Bijie Martin

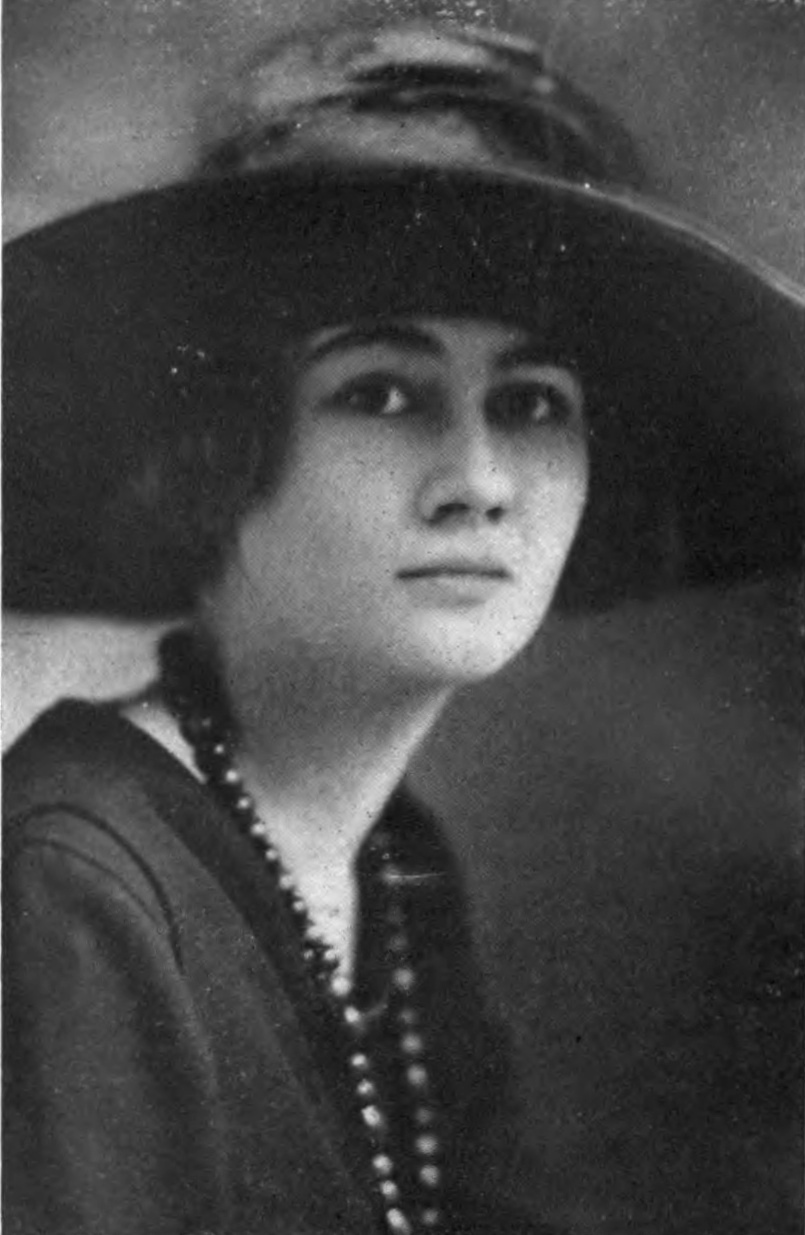
Bijie Martin, 1918

Beth "Bijie" Martin (13 de octubre de 1900-30 de enero de 1968) fue una directora de moda, escritora y actriz estadounidense.
Nacida en la ciudad de Nueva York, era hija de los cantantes de ópera estadounidenses Riccardo Martin y Ruano Bogislav. Desde que Martin era una niña pequeña, sus padres teatrales la apodaron "Bijie", ya que se desplazaban entre sus casas de Nueva York, París e Italia. Desde muy pronto se interesó por el teatro, pero a diferencia de sus padres, de gran talento vocal, optó por buscar un camino en el escenario dramático. Su breve, aunque alabada por la crítica, carrera teatral a principios de la década de 1920 la llevó a entablar una estrecha amistad con la actriz Tallulah Bankhead, a quien conoció en Londres. Ambas mujeres compartían su afinidad por la moda y la vida bohemia con la devoción y el gusto por sus orígenes sureños (el padre de Martin, un kentuckiano nacido en el seno de una prominente familia de Virginia que descendía de William Thornton, William Thornton, y Christopher Branch). Las oportunidades teatrales de Martin empezaron a decaer en 1928 y optó por dejar los escenarios para residir en París con su madre.
En 1928, Martin se casó con Rudolph de Wardener. De Wardener era el hijo, nacido en Estados Unidos, del aristócrata austrohúngaro Barón Rudolph de Wardener, que había llegado a Estados Unidos para luchar en el ejército de la Unión durante la Guerra Civil. Wardener era un agente de bolsa que vivía en París en el momento del matrimonio y Martin permaneció en París hasta el estallido de la Segunda Guerra Mundial. El matrimonio acabó por romperse y ambos se divorciaron, aunque Martin conservó el apellido de su marido durante el resto de su vida.  Al principio, Martin desarrolló una carrera en el mundo de la moda y, mientras estaba en París, encontró un puesto en la casa de moda del modisto Main Rousseau Bocher, más conocido como Mainbocher. Martin permaneció como "Directrice" de la empresa durante casi treinta años, supervisando el desarrollo de las líneas de moda y manteniendo fuertes conexiones con clientes de alto nivel, incluida la duquesa de Windsor. Martin se trasladó a Nueva York, donde permaneció hasta su jubilación. Durante su etapa neoyorquina, colaboró con regularidad en revistas de moda y otras publicaciones periódicas sobre la teoría de la moda y el desarrollo de las tendencias de la moda femenina. Murió a los 68 años en Norwalk, Connecticut.